# Alan Young
Alan Young (nacido Angus Young; North Shields, Inglaterra, 19 de noviembre de 1919-Woodland Hills, California, 19 de mayo de 2016) fue un actor de cine, teatro, televisión, voz y actor de radio británicoestadounidense, conocido por su papel de Wilbur Post en Mister Ed, y como la voz de Scrooge McDuck en muchos programas de televisión o películas animadas de Disney. Ganó un Premio Emmy en 1950.
Young nació el 19 de noviembre de 1919 en North Shields, Northumberland, Inglaterra. Se crio en Edimburgo, Escocia. 
Estuvo casado con Mary Anne Grimes desde 1941 hasta que se divorciaron en 1947. Luego se casó con Virginia McCurdy desde 1948 hasta su muerte en 2011. Con Grimes tenía dos hijos y con McCurdy otros dos.

## Vida personal y fallecimiento
Young se casó dos veces. Él y Mary Anne Grimes estuvieron casados desde 1941 hasta 1947 y tuvieron dos hijos. Se casó con Virginia McCurdy en 1948, y tuvieron dos hijos. Ella falleció en 2011.
Más tarde vivió en Woodland Hills, California, en la comunidad de retiro, Motion Picture & Television Country House and Hospital, donde falleció el 19 de mayo de 2016 a los 96 años por causas naturales.

## Filmografía
| Año  | Título                                         | Rol                                            | Notas                                                                                            |
| ---- | ---------------------------------------------- | ---------------------------------------------- | ------------------------------------------------------------------------------------------------ |
| 1946 | Margie                                         | Roy Hornsdale                                  |                                                                                                  |
| 1949 | Chicken Every Sunday                           | Geoffrey Lawson                                |                                                                                                  |
| 1949 | Mr. Belvedere Goes to College                  | Avery Brubaker                                 |                                                                                                  |
| 1952 | Androcles and the Lion                         | Androcles                                      |                                                                                                  |
| 1952 | Aaron Slick from Punkin Crick                  | Aaron Slick                                    |                                                                                                  |
| 1955 | Gentlemen Marry Brunettes                      | Charlie Biddle, Sra. Biddle, Sr. Henry Biddle  |                                                                                                  |
| 1958 | Tom Thumb                                      | Woody                                          |                                                                                                  |
| 1960 | The Time Machine                               | David Filby, James Filby                       |                                                                                                  |
| 1976 | Baker's Hawk                                   | Paul Carson                                    |                                                                                                  |
| 1978 | The Cat from Outer Space                       | Doctor Winger                                  |                                                                                                  |
| 1983 | Mickey's Christmas Carol                       | Tío Rico / Tío Gilito / Tío Rico Macpato (voz) | Corto animado                                                                                    |
| 1985 | The Fantasy Film Worlds of George Pal          | Él mismo                                       | Documental                                                                                       |
| 1986 | The Great Mouse Detective                      | Hiram Flaversham (voz)                         | Filme animado                                                                                    |
| 1987 | Alice Through the Looking Glass                | White Knight (voz)                             | Filme animado                                                                                    |
| 1990 | DuckTales the Movie: Treasure of the Lost Lamp | Tío Rico Macpato (voz)                         | Filme animado                                                                                    |
| 1993 | Disney Sing-Along Songs                        | Tío Rico Macpato (voz)                         | "Los doce días de Navidad"                                                                       |
| 1994 | Beverly Hills Cop III                          | Dave Thornton                                  |                                                                                                  |
| 1996 | The Flintstones Christmas in Bedrock           | Voces adicionales                              |                                                                                                  |
| 1999 | Mickey's Once Upon a Christmas                 | Tío Rico Macpato (voz)                         | Director del videofilm                                                                           |
| 2002 | The Time Machine                               | Trabajador de la floristería                   |                                                                                                  |
| 2004 | Em & Me                                        | Abuelo                                         | Premio al Mejor actor en el Festival de San Diego Premio al Mejor actor en el Festival de Mónaco |
| 2004 | Mickey's Twice Upon a Christmas                | Tío Rico Macpato (voz)                         | Director del videofilm                                                                           |